# Premi BAFTA
|  | "Premis BAFTA" redirigeix aquí. Aquest article tracta dels premis de cinema; pels de televisió vegeu Premis BAFTA de televisió. |

El premi BAFTA és el que concedeix anualment l'acadèmia britànica British Academy of Film and Television Arts (BAFTA) per reconèixer aquells que han contribuït amb el seu treball creatiu a l'avenç de la cinematografia britànica i internacional.
En coincidir molts dels seus membres amb els acadèmics amb dret a vot als Oscars, les candidatures d'ambdós premis solen coincidir, amb el qual es converteixen en una bona pedra de toc per a la cerimònia dels Oscars. Per aquest motiu, malgrat tradicionalment la cerimònia es feia a l'abril o al maig, a partir de l'any 2002 es realitza al febrer per tal de precedir-los.
El premi que s'atorga és una escultura dissenyada per l'artista Mitzi Cunliffe i representa una màscara, el símbol tradicional del teatre i la tragicomèdia.

## Premis de cinema
Les principals categories premiades són:
Pel·lícula
- BAFTA a la millor pel·lícula
- BAFTA a la millor pel·lícula britànica
- BAFTA a la millor pel·lícula de parla no anglesa
- BAFTA a la millor pel·lícula d'animació
- BAFTA al millor documental
- BAFTA al millor curtmetratge
- BAFTA al millor curtmetratge d'animació

Equip
- BAFTA a la millor direcció, en memòria de David Lean
- BAFTA al millor director, guionista o productor britànic novell, en memòria de Carl Foreman
- BAFTA al millor guió (1969-1983)
- BAFTA al millor guió original
- BAFTA al millor guió adaptat
- BAFTA a la millor actriu
- BAFTA al millor actor
- BAFTA a la millor actriu secundària
- BAFTA al millor actor secundari
- BAFTA a la millor fotografia
- BAFTA al millor muntatge
- BAFTA a la millor música, en memòria d'Anthony Asquith
- BAFTA al millor so
- BAFTA al millor vestuari
- BAFTA al millor maquillatge i perruqueria
- BAFTA als millors efectes visuals
- BAFTA al millor disseny de producció
- BAFTA a l'estrella emergent (patrocinat per E.E.)

Reconeixement especial:
- BAFTA honorífic